# Дьяконов, Борис Петрович
Борис Петрович Дьяконов (род. 2 марта 1977, Свердловск) — российский банкир и предприниматель. Сооснователь и бывший директор банка для предпринимателей «Точка». Ранее возглавлял «Банк24.ру». Сооснователь английского сервиса ANNA.

## Биография
Родился 2 марта 1977 года в Свердловске.

### Образование
Родился в Свердловске, поступил на философский факультет Уральского государственного университета. Затем поехал учиться в Сентенари-колледж в Луизиане (англ. Centenary College of Louisiana), который окончил с отличием в 1998 году (бакалавр гуманитарных наук).
В 2000 году окончил с красным дипломом Московский государственный социальный университет. В 2001 году Дьяконову была присвоена учёная степень кандидата педагогических наук. В дальнейшем — доцент Уральского федерального университета.
В 2003 году Борис Дьяконов прошёл сертификацию Международной ассоциации управления проектами (IPMA) и Национальной ассоциацией управления проектами (СОВНЕТ) на соответствие требованиям специалиста по управлению проектами уровня «B» — Сертифицированный управляющий проектом (CPM).
В 2004 году сдал экзамен на курсах ведущего аудитора систем менеджмента качества ISO 9001:2000 (IRCA).

### Карьера
В 1998 году Борис Дьяконов начал работать в банке «Северная казна». До 2002 года он последовательно работал на должностях инженера по интернет-технологиям, начальника отдела поддержки информационных систем и начальника отдела инновационных технологий.
В октябре 2002 года по приглашению Сергея Лапшина, основателя «УралКонтактБанка» (будущий «Банк24.ру»), Дьяконов перешёл на новую работу, став совладельцем банка. В дальнейшем поднялся до позиции первого зампреда банка. К моменту продажи 99,5% акций «Банка24.ру» финансовой группе «Лайф» в декабре 2008 года Дьяконов владел 20% банка. При новых собственниках Борис Дьяконов продолжил работу в совете директоров, в феврале 2014 года был назначен исполнительным директором банка.
В разное время совместно с Эдуардом Пантелеевым координировал многочисленные проекты «Банка24.ру»: смену и модернизацию информационной системы банка, вступление в члены Visa, создание собственного карточного процессинга, модернизацию и внедрение контакт-центра, создание системы менеджмента качества, интеграцию в деятельность банка системы проектного менеджмента, запуск программы кредитования населения и ориентированного на предпринимателей внутрибанковского стартапа «Кнопка» и т. д.
После отзыва лицензии у «Банка24.ру» в сентябре 2014 года и закрытия всех обязательств перед клиентами Борис Дьяконов перешёл на должность старшего вице-президента «ХМБ «Открытие». В новый банк Дьяконов забрал всю команду «Банка24.ру» из 350 сотрудников и занялся созданием сервиса по обслуживанию малого бизнеса под брендом «Точка», который был запущен уже в начале 2015 года. За усилия по сохранению средств клиентов и команды Борис Дьяконов был назван лауреатом премии «Банк года» портала «Банки.ру» в номинации «Банкир года». В 2017 году банк «Точка» стал лидером банковского рейтинга Markswebb Rank & Report в трёх номинациях — «Банк для ИП без сотрудников», «Банк для Торгово-сервисных компаний» и «Банк для компаний, ведущих ВЭД». По данным на начало 2017 года, индекс потребительской лояльности NPS банка составил 72,4% — лучший показатель среди российских банков. В 2017 году с Эдуардом Пантелеевым со-основал сервис ANNA в Великобритании, оставив руководство Точкой команде.

## Критика
В ноябре 2008 года редакция «Бизнес журнала Свердловской области», являвшегося корпоративным клиентом Банк24.ру направила открытое письмо к Дьяконову с просьбой вернуть сотрудникам издания честно заработанные деньги и предоставить им возможность снимать свои личные средства. Письмо было опубликовано после возникновения проблем с обслуживанием, связанных с несостоятельностью банка.
В апреле 2013 года по личной инициативе Дьяконова, в нарушение трудового законодательства была уволена сотрудница Банка24.ру, ушедшая на обед, вместо того, чтобы продолжить обслуживание клиентов. Пресс-служба банка выпустила рекламный видеоролик об этом, а сам Дьяконов выступил в Twitter c матерными высказываниями по поводу инцидента и, впоследствии, комментировал уволенную сотрудницу в оскорбительном тоне. Пресса указывала, что этот инцидент вряд ли пойдёт на пользу его репутации.